# فرودگاه پورنئا
 فرودگاه پورنئا (به انگلیسی: Purnea Airport) (به زبان بومی: Purnia Airport) یک فرودگاه نظامی با کد یاتا PUI است که یک باند فرود بتن دارد و طول باند آن ۲۶۵۲ متر است. این فرودگاه در شهر پورنیا کشور هند قرار دارد و در ارتفاع ۳۹ متری از سطح دریا واقع شده است.